# Reyer Venezia 1969-1970
Questa voce raccoglie le informazioni riguardanti la Reyer Venezia nelle competizioni ufficiali della stagione 1969-1970.

## Stagione
La Noalex Reyer Venezia disputa il campionato di Serie A terminando al 5º posto (su 12 squadre) e arrivando ai quarti di finale di coppa Italia.

## Rosa 1969-70
- Ubiratan Maciel
- Gabriele Vianello
- Emanuel Guadagnino
- Guido Vaccher
- Massimo Villetti
- Ron Sanford
- Giorgio Cedolini
- Vincenzo Bottan
- Giorgio Pasetti
- Alberto Ardessi
- Augusto D'amico

Allenatore:
- Giulio Geroli